# All I do is dream
All I do is dream is een single van Jack Jersey uit 1985. Op de B-kant verscheen het nummer Keep on rollin'. Het stond meerdere weken in de Tipparade en de Tip 30 maar drong niet door tot de hoofdlijsten.
In het lied vraagt de zanger zich af waar de relatie moest eindigen. Hij vermoedt dat ze wel bij een ander zal zijn en wil dat ze weet dat hij nog steeds op haar wacht.